# Tarka asztrild
A tarka asztrild (Pytilia melba) a madarak osztályának a verébalakúak (Passeriformes) rendjébe, ezen belül a díszpintyfélék (Estrildidae) családjába tartozó faj.

## Rendszerezése
A fajt Carl von Linné svéd természettudós írta le 1758-ban, a Fringilla nembe Fringilla melba néven.

## Előfordulása
Afrikában a Szahara alatti részeken honos. Természetes élőhelyei a szubtrópusi és trópusi gyepek, szavannák és cserjések. Állandó, nem vonuló faj.

## Alfajai
- Pytilia melba belli Ogilvie-Grant, 1907
- Pytilia melba citerior Strickland, 1853
- Pytilia melba grotei Reichenow, 1919
- Pytilia melba hygrophila Irwin & Benson, 1967
- Pytilia melba jessei Shelley, 1903
- Pytilia melba melba (Linnaeus, 1758)
- Pytilia melba percivali Someren, 1919
- Pytilia melba soudanensis (Sharpe, 1890)[2]

## Megjelenése
Testhossza 14 centiméter. A hím homloka, az arc elülső része és a torok skarlátvörös színű. A fejtető, a tarkó, a nyak hamuszürke, a szárnyak és a hát olajzöld. A felső farokfedők és a középső faroktollak vörös színűek. A többi farktoll barnásfekete, piros színezéssel. A begy sárga vagy zöldessárga. A test alsó része szürkésbarna. fehér keresztcsíkozással. A has közepe fehér. A csőr piros, a szem vörösesbarna, a láb barna. A tojó fejéről hiányzik a piros szín, az egész fej szürke.
|  |  |

## Életmódja
A tövises-bozótos, füves területeket és a száraz erdőket kedveli.

## Szaporodása
Fészekalja 3-5 tojásból áll, amelyből a fiókák 12-13 nap alatt kelnek ki, és még három hétig maradnak a fészekben. A fészekparazita paradicsom-vidapinty (Steganura paradisea) gazdamadara.

## A madár tartása
1874-ben hozták be első példányait Európába, majd 1936-ban sikerült először tenyészteni Angliában. Állandó 20-22 °C-on tartsuk! Az import madarak között nagy az elhullási százalék. Kezdetben gondos ápolást igényelnek, a megmaradt állomány azonban ellenálló lesz. Költési időn kívül más egzótákkal bátran együtt tartható. Kivételt képeznek a piros színű tollakat tartalmazó madarak például kákapinty. Nászidőszakban a fajtársaitól különítsük el. Az ideális hely, sűrűn beültetett (fenyőágak, bokrok, sás, nád) volier. Táplálás: ezóta magkeverék, gyommagvak (nyáron féléretten), csíráztatott mag, saláta, tyúkhúr stb. Fiókaneveléshez élő eleség szükséges: levéltetű, muslica, apró lisztkukac, apró tücskök stb.  Természetesen vitaminokra és ásványi anyagokra is szüksége van.
Fészkét sűrű bozótosba építi. Néha az elöl nyitott odút is elfogadja. A fészkét kívül durva fűszálakból építi, belül tollal béleli. A fészekellenőrzésre érzékenyen reagál. 
(Siroki 1976, Günter Hochmal 2003, Varga 2007)

## Természetvédelmi helyzete
Az elterjedési területe rendkívül nagy, egyedszáma pedig stabilt. A Természetvédelmi Világszövetség Vörös listáján nem fenyegetett fajként szerepel.